# کلین الکید
کلین الکید (انگلیسی: Colin Alcide؛ زادهٔ ۱۴ آوریل ۱۹۷۲) یک بازیکن فوتبال است.
از باشگاه‌هایی که در آن بازی کرده‌است می‌توان به باشگاه فوتبال اکستر سیتی، باشگاه فوتبال هال سیتی، باشگاه فوتبال آلترینچام، باشگاه فوتبال یورک سیتی، باشگاه فوتبال لینکولن سیتی، باشگاه فوتبال اشتون یونایتد، باشگاه فوتبال گینزبورو ترینیتی، و باشگاه فوتبال کمبریج یونایتد اشاره کرد.